# George Enescu, Botoșani
George Enescu (în trecut, Liveni-Vârnav) este un sat în comuna cu același nume din județul Botoșani, Moldova, România.
Localitatea este renumită datorită lui George Enescu. Marele compozitor, pianist, violonist, dirijor și profesor român s-a născut la Liveni-Vârnav, Botoșani, în anul 1881. În casa părinților săi de la Liveni, Enescu a compus prima sa operă pentru vioară și pian, Țara Românească, la vârsta de 5 ani. Tot în casa părintească a compus și Poema Română în 1894. În prezent, clădirea este muzeu și casă memorială.

George Enescu pe harta toponimică a Hudeștiului